# PlayStation Store Dreamcast-játékok listája
Ez a lista a PlayStation Store-ról letölthető, a Sony PlayStation 3 (PS3) videójáték-konzolon játszható Dreamcast-játékokat sorolja fel.
| Cím                     | Fejlesztő           | Első megjelenés         | Észak-Amerika        | Európa               | Japán                | Trófeák |
| ----------------------- | ------------------- | ----------------------- | -------------------- | -------------------- | -------------------- | ------- |
| Crazy Taxi              | Hitmaker            | NA 2010. november 16.   | 2010. november 16.   | 2010. november 17.   | 2010. november 24.   | Igen    |
| Jet Set Radio           | Smilebit            | NA 2012. szeptember 18. | 2012. szeptember 18. | 2012. szeptember 19. | 2012. február 20.    | Igen    |
| Sega Bass Fishing       | SIMS                | NA 2011. október 4.     | 2011. október 4.     | 2011. október 5.     | 2011. október 5.     | Igen    |
| Sonic Adventure         | Sonic Team          | NA 2010. szeptember 20. | 2010. szeptember 20. | 2010. szeptember 22. | 2010. szeptember 29. | Igen    |
| Sonic Adventure 2       | Sonic Team          | NA 2012. október 2.     | 2012. október 2.     | 2012. október 3.     | 2012. október 4.     | Igen    |
| Space Channel 5: Part 2 | United Game Artists | NA 2010. október 4.     | 2010. október 4.     | 2010. október 5.     | 2010. október 5.     | Igen    |